# Walkingseeds
I Walkingseeds sono stati un gruppo rock psichedelico formatosi a Liverpool nel 1986 sulle ceneri dei Mel-O-Tones, furono tra i gruppi più originali della scena neopsichedelica di fine anni 80 grazie anche ad una forte componente componente di rock demenziale di scuola Butthole Surfers.

## Storia
Formato in origine da Frank Martin (voce), Bob Parker (chitarra) e John Neesam (batteria), si sono chiamati per un breve periodo The Corinthians, prima di pubblicare a nome Walkingseeds l'EP d'esordio Know Too Much nel giugno del 1986. Nel 1987 Neesam lasciò il gruppo che venne sostituito da Tony Mogan, entrò anche un quarto componente, Barry Sutton alla chitarra. Dopo un singolo autoprodotto (Mark Chapman) ritornarono alla Probe Plus con al quale pubblicarono il primo album Skullfuck, titolo ispirato da una copertina di un album dei The Grateful Dead.
Per il secondo disco si affidarono per la produzione a Mark Kramer, l'album Upwind of Disaster, Downwind of Atonement fu edito dal 1989 dalla Glass Records.
Nel 1989 Sutton abbandonò il gruppo per unirsi agli La's. In questo periodo il gruppo ha collaborato brevemente con Nick Saloman (The Bevis Frond). Sono passati alla Paperhouse con l a quale pubblicarono Bad Orb, Whirling Ball, forse il loro album più conosciuto e apprezzato. Il gruppo si è sciolto nel 1993.
Le carriere successive dei componenti non sono state particolarmente rilevanti. Ci fu una reunion nel 1999 con il nome di Rhombus of Doom con i componenti originali tranne Martin che portò alla pubblicazione dell'album omonimo.

## Discografia

### Album
- 1987 - Skullfuck (Probe Plus)
- 1989 - Upwind of Disaster, Downwind of Atonement (Glass=)
- 1989 - Sensory Deprivation Chamber Quartet Dwarf (Glass)
- 1990 - Bad Orb, Whirling Ball (Paperhouse)
- 1991 - Earth Is Hell (live) (Snakeskin)
- 1993 - Mirrorshades (Butcher's Hook)

#### Come Rhombus of Doom
- 1999 - Rhombus of Doom

### Singoli ed EP
- 1986 - Know Too Much EP (Probe Plus)
- 1987 - Mark Chapman (Moral Burro)
- 1989 - Shaved Beatnik EP (Glass)
- 1999 - Reflection in a Tall Mirror (Clawfist, split con The Bevis Frond)
- 1990 - Gates of Freedom (Paperhouse)
- 199? - Rollin' Machine (Fist Puppet)
- 1994 - Beat Them All to Death (Dental)